# Tasajillo
Tasajillo är en ort i Mexiko.   Den ligger i kommunen Victoria och delstaten Guanajuato, i den centrala delen av landet, 230 km nordväst om huvudstaden Mexico City. Tasajillo ligger 1 750 meter över havet och antalet invånare är 911.
Terrängen runt Tasajillo är huvudsakligen kuperad, men österut är den bergig. Tasajillo ligger nere i en dal. Runt Tasajillo är det ganska glesbefolkat, med 24 invånare per kvadratkilometer. Närmaste större samhälle är Victoria, 1,1 km väster om Tasajillo. Omgivningarna runt Tasajillo är i huvudsak ett öppet busklandskap.